# Schwedenfass

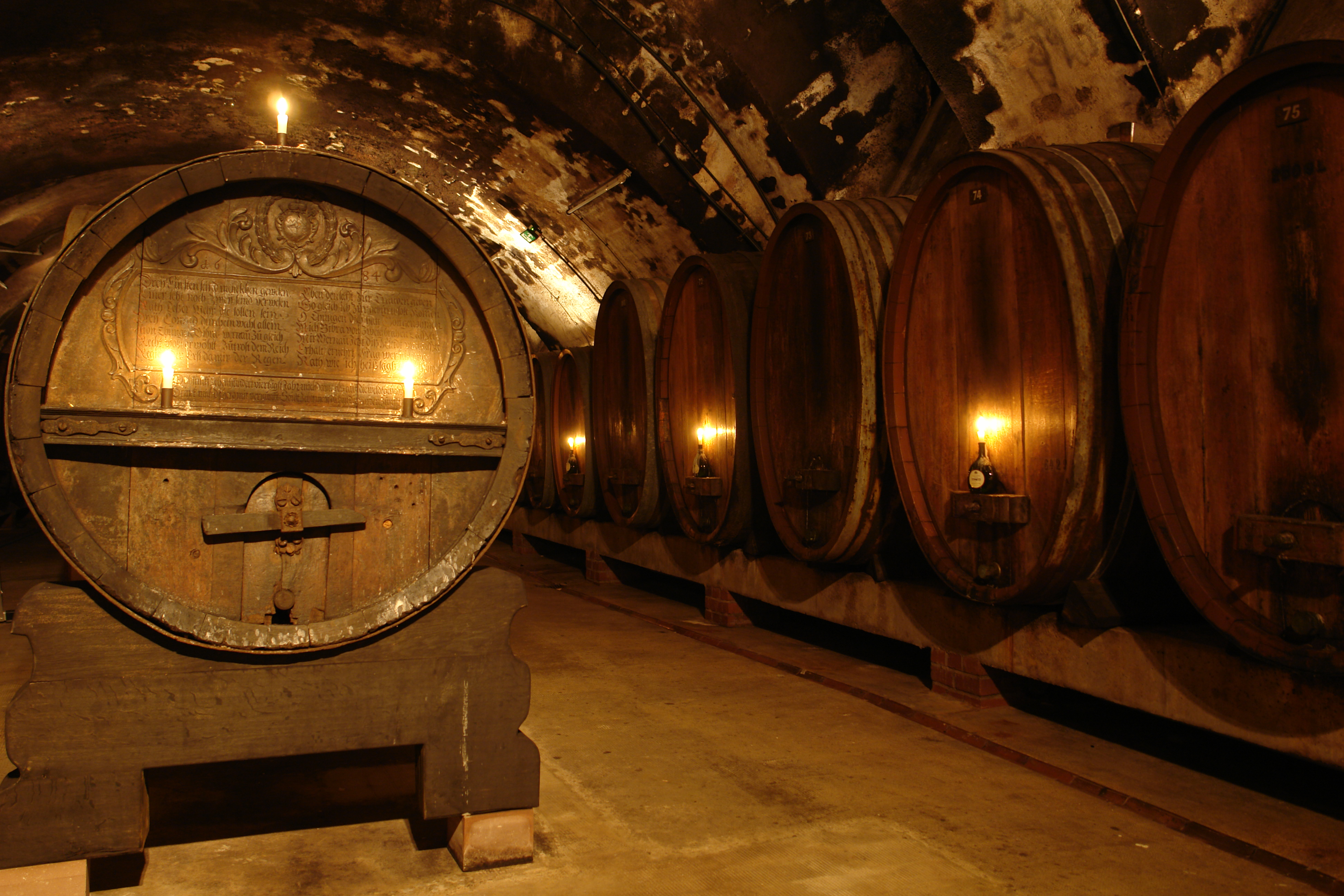
Schwedenfass (links) im Beamtenfasskeller, 2008

Das so genannte Schwedenfass ist ein Weinfass im Staatlichen Hofkeller Würzburg, der sich unterhalb der Würzburger Residenz befindet.
Der Bau des Schwedenfasses wurde um 1683 vom Würzburger Fürstbischof Konrad von Wernau in Auftrag gegeben, um darin den sogenannten Jahrtausendjahrgang, die Reste eines wertvollen, damals bereits fast 150 Jahre alten Rieslingweines der Lage Würzburger Stein, aufzubewahren. Einige Jahrzehnte lang galt der unbezahlbare Jahrgang aus dem außergewöhnlich trockenen Jahr 1540 als verloren, da man ihn im Jahre 1631 im Dreißigjährigen Krieg beim Anrücken schwedischer Truppen und vor Erstürmung der Festung Marienberg unter König Gustav Adolf hastig vergraben hatte. In den Wirren des Krieges ging das Wissen um die Vergrabungsstelle verloren, bis 1684 im Gramschatzer Wald nahe Würzburg die verbliebenen Flaschen entdeckt wurden. Der Fürstbischof ließ das neue Schwedenfass damit befüllen, und mit den Jahren wurde der Bestand durch Verkostungen allmählich weniger.
Heute enthält das Fass keinen Wein mehr. Der bayerische König Ludwig II. ließ den Rieslingwein wiederum in Flaschen abfüllen und versteigern, um damit den Bau seiner Märchenschlösser finanzieren zu können. So ist heute nur noch eine Handvoll einzelner Flaschen bekannt, unter anderem befindet sich eine davon als Leihgabe im Weingut Bürgerspital in Würzburg.
Bei Verkostung einer weiteren Flasche im Jahre 1966 wurde festgestellt, dass der bis dato immerhin 426 Jahre alte Wein noch durchaus trinkbar sei und bestimmten Charakter erkennen lasse. Den ursprünglichen, außerordentlich süßen Geschmack konnte man nach den Jahrhunderten allerdings nicht mehr erwarten.